# Corizus
Corizus är ett släkte av insekter. Corizus ingår i familjen smalkantskinnbaggar.
Släktet innehåller bara arten Corizus hyoscyami.

## Bildgalleri

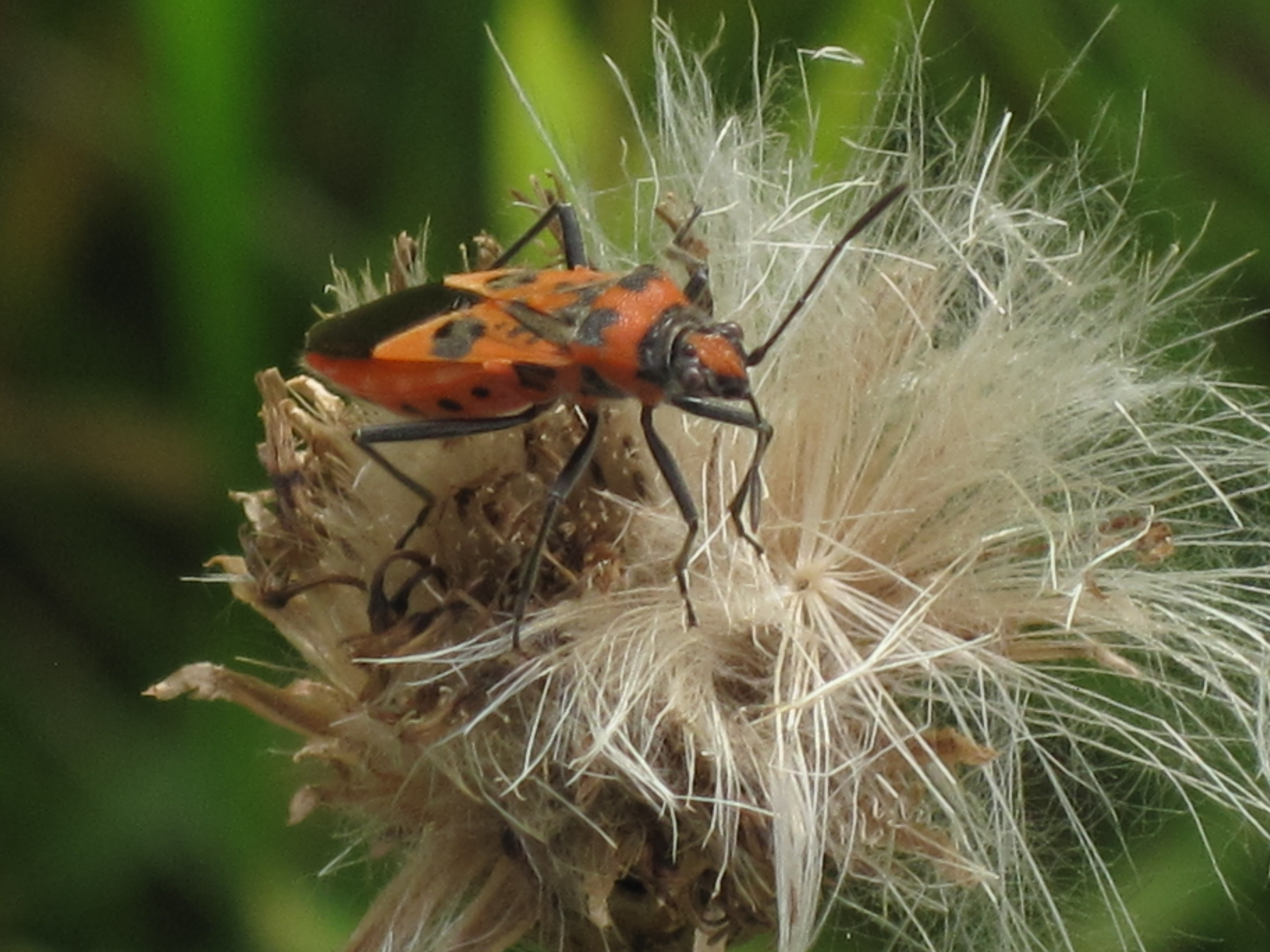
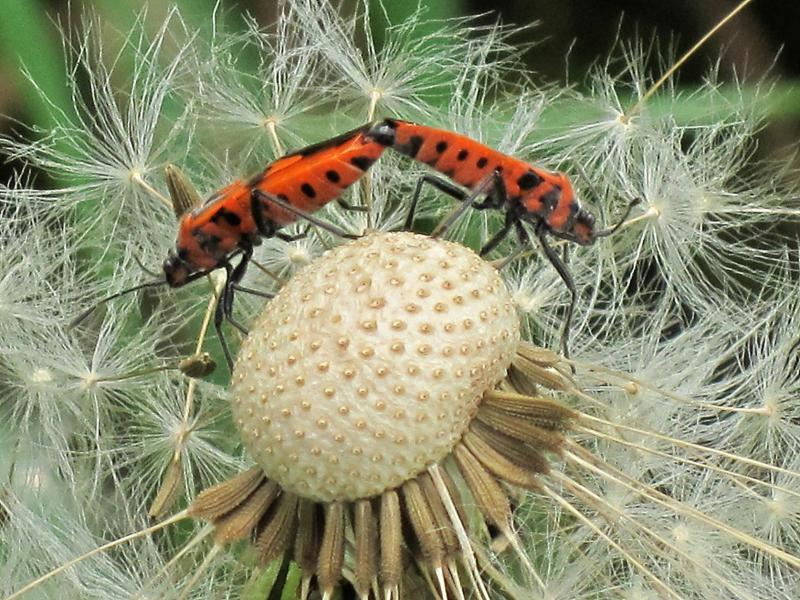
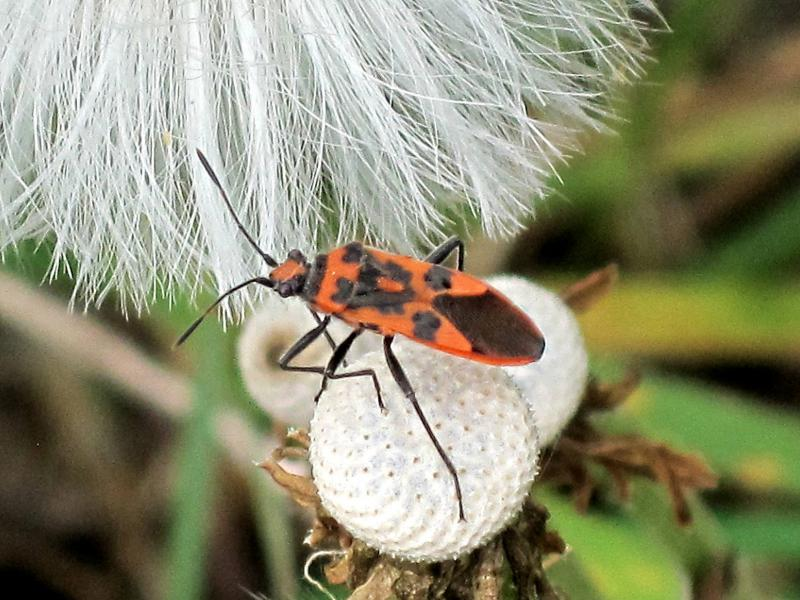
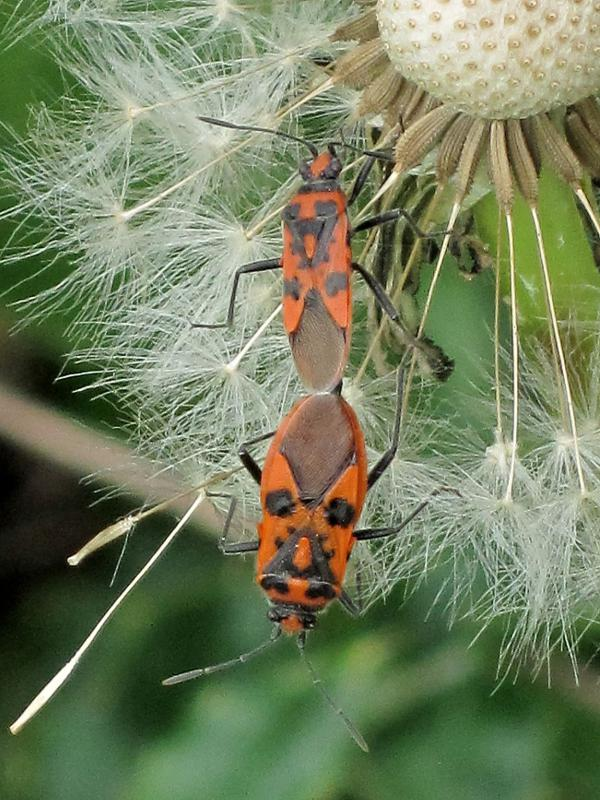
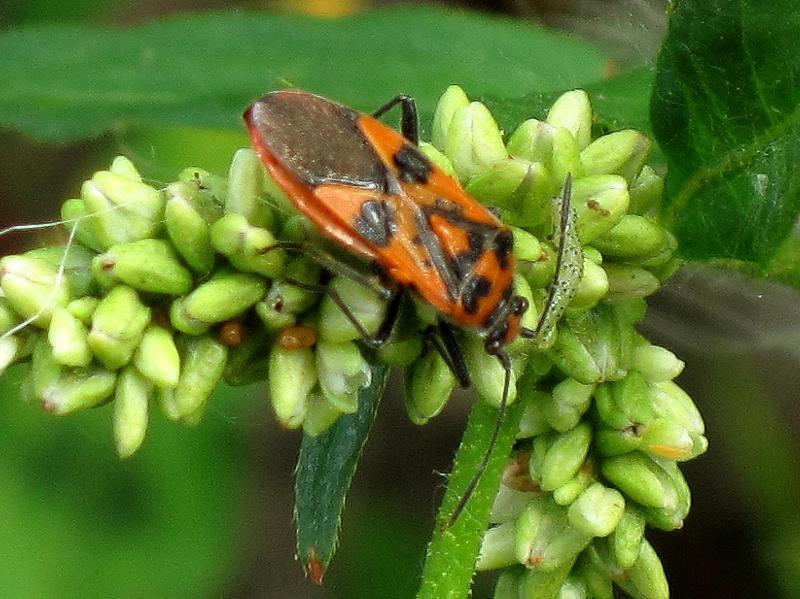
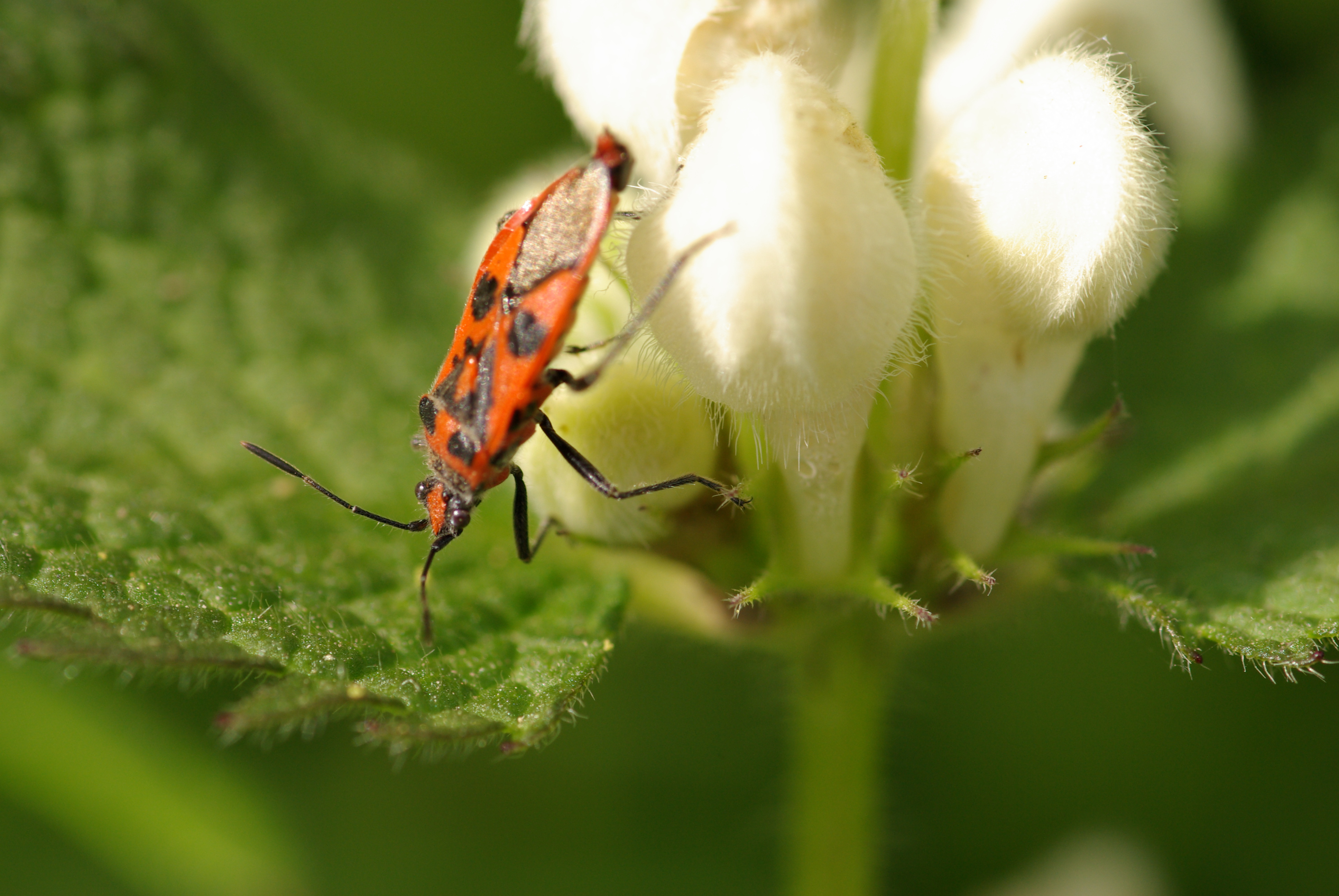